# Campionati europei di atletica leggera 2022 - Lancio del martello femminile
La specialità della lancio del martello femminile dei campionati europei di atletica leggera 2022 si è svolta tra il 16 e il 17 agosto all'Olympiastadion di Monaco di Baviera, in Germania.

## Podio
| Pos.    | Atleta         | Nazione | Misura  | Note |
| ------- | -------------- | ------- | ------- | ---- |
| Oro     | Bianca Ghelber | Romania | 72,72 m |      |
| Argento | Ewa Różańska   | Polonia | 72,12 m |      |
| Bronzo  | Sara Fantini   | Italia  | 71,58 m |      |

## Situazione pre-gara

### Record
Prima di questa competizione, il record del mondo (RM), il record europeo (EU) ed il record dei campionati (RC) sono i seguenti:
| Record                | Prestazione | Atleta                   | Data                             | Competizione |
| --------------------- | ----------- | ------------------------ | -------------------------------- | ------------ |
| Record mondiale       | 82,98 m     | Anita Włodarczyk Polonia | 28 agosto 2016 Varsavia, Polonia |              |
| Record europeo        | 82,98 m     | Anita Włodarczyk Polonia | 28 agosto 2016 Varsavia, Polonia |              |
| Record dei campionati | 78,94 m     | Anita Włodarczyk Polonia | 12 agosto 2018 Berlino, Germania | Europei 2018 |

### Campione in carica
La campionessa europea in carica era prima della manifestazione sportiva:
| Campione | Nazione                  | Prestazione | Data                             | Competizione |
| -------- | ------------------------ | ----------- | -------------------------------- | ------------ |
| Europeo  | Anita Włodarczyk Polonia | 78,94 m     | 12 agosto 2018 Berlino, Germania | Europei 2018 |

### La stagione
Prima di questa gara, gli atleti con le migliori tre prestazioni dell'anno erano:
| Pos. | Nazione                  | Prestazione | Data                            |
| ---- | ------------------------ | ----------- | ------------------------------- |
| 1    | Anita Włodarczyk Polonia | 78,06 m     | 07 maggio 2022 Nairobi, Kenya   |
| 2    | Sara Fantini Italia      | 75,77 m     | 18 giugno 2022 Madrid, Spagna   |
| 3    | Malwina Kopron Polonia   | 65,66 m     | 05 giugno 2022 Chorzów, Polonia |

## Risultati

### Qualificazioni
Si qualificano alla finale le atlete che raggiungono la misura di 72,50 m (Q) o le 12 migliori misure (q).
| Pos | Gruppo | Atleta                  | Nazionalità   | 1ª prova | 2ª prova | 3ª prova | Risultato | Note |
| --- | ------ | ----------------------- | ------------- | -------- | -------- | -------- | --------- | ---- |
| 1   | A      | Hanna Skydan            | Azerbaigian   | 70,18    | 74,57    |          | 74,57     | Q    |
| 2   | A      | Sara Fantini            | Italia        | 73,40    |          |          | 73,40     | Q    |
| 3   | B      | Bianca Ghelber          | Romania       | 70,24    | 71,27    | 69,31    | 71,27     | q    |
| 4   | A      | Alexandra Tavernier     | Francia       | 68,85    | 68,99    | 67,41    | 68,99     | q    |
| 5   | A      | Grete Ahlberg           | Svezia        | 66,47    | 68,73    | 65,62    | 68,73     | q    |
| 6   | A      | Réka Gyurátz            | Ungheria      | 68,63    | 65,96    | x        | 68,63     | q    |
| 7   | A      | Katrine Koch Jacobsen   | Danimarca     | x        | 68,25    | 68,26    | 68,26     | q    |
| 8   | B      | Ewa Różańska            | Polonia       | 65,48    | 68,26    | x        | 68,26     | q    |
| 9   | A      | Silja Kosonen           | Finlandia     | 66,62    | 63,86    | 68,25    | 68,25     | q    |
| 10  | A      | Iryna Klymets           | Ucraina       | x        | 67,87    | x        | 67,87     | q    |
| 11  | B      | Krista Tervo            | Finlandia     | 65,76    | 67,80    | x        | 67,80     | q    |
| 12  | B      | Kıvılcım Kaya           | Turchia       | 66,24    | 66,87    | 67,68    | 67,68     | q    |
| 13  | B      | Laura Redondo           | Spagna        | 64,07    | 67,55    | 67,62    | 67,62     |      |
| 14  | A      | Katarzyna Furmanek      | Polonia       | 64,85    | 67,62    | x        | 67,62     |      |
| 15  | A      | Samantha Borutta        | Germania      | 65,51    | 67,40    | 66,47    | 67,40     |      |
| 16  | B      | Zalina Marghieva        | Moldavia      | 67,15    | 65,31    | x        | 67,15     |      |
| 17  | B      | Stamatia Scarvelis      | Grecia        | 67,13    | x        | 65,42    | 67,13     |      |
| 18  | A      | Vanessa Sterckendries   | Belgio        | 56,56    | x        | 66,95    | 66,95     |      |
| 19  | B      | Beatrice Nedberge Llano | Norvegia      | x        | 66,32    | x        | 66,32     |      |
| 20  | B      | Rose Loga               | Francia       | 66,27    | x        | x        | 66,27     |      |
| 21  | B      | Veronika Kaňuchová      | Slovacchia    | 65,33    | 61,96    | x        | 65,33     |      |
| 22  | B      | Jessica Mayho           | Gran Bretagna | x        | 63,90    | 62,25    | 63,90     |      |
|     | A      | Sara Killinen           | Finlandia     | x        | x        | x        | nm        |      |
|     | B      | Malwina Kopron          | Polonia       | x        | x        | x        | nm        |      |
|     | A      | Charlotte Payne         | Gran Bretagna | x        | x        | x        | nm        |      |
|     | B      | Anna Purchase           | Gran Bretagna | x        | x        | x        | nm        |      |

### Finale
| Pos     | Atleta                | Nazionalità | 1ª prova | 2ª prova | 3ª prova | 4ª prova | 5ª prova | 6ª prova | Risultato | Note                          |
| ------- | --------------------- | ----------- | -------- | -------- | -------- | -------- | -------- | -------- | --------- | ----------------------------- |
| Oro     | Bianca Ghelber        | Romania     | 72,22    | 72,06    | 71,22    | 71,36    | 71,75    | 72,72    | 72,72     |                               |
| Argento | Ewa Różańska          | Polonia     | 71,63    | 70,92    | 71,03    | x        | x        | 72,12    | 72,12     | Miglior prestazione personale |
| Bronzo  | Sara Fantini          | Italia      | 71,51    | x        | 69,84    | x        | x        | 71,58    | 71,58     |                               |
| 4       | Hanna Skydan          | Azerbaigian | 64,08    | 68,79    | 70,88    | x        | x        | 69,04    | 70,88     |                               |
| 5       | Silja Kosonen         | Finlandia   | 68,81    | x        | 69,27    | 68,55    | x        | 69,45    | 69,45     |                               |
| 6       | Iryna Klymets         | Ucraina     | 68,72    | x        | 68,57    | x        | 69,18    | 67,92    | 69,18     |                               |
| 7       | Réka Gyurátz          | Ungheria    | 68,16    | 66,97    | 69,02    | 68,62    | 69,01    | x        | 69,02     |                               |
| 8       | Krista Tervo          | Finlandia   | x        | 67,85    | 67,46    | 67,25    | x        | x        | 67,85     |                               |
| 9       | Grete Ahlberg         | Svezia      | 66,74    | 67,29    | x        |          |          |          | 67,29     |                               |
| 10      | Katrine Koch Jacobsen | Danimarca   | 65,25    | x        | 67,06    |          |          |          | 67,06     |                               |
| 11      | Kıvılcım Kaya         | Turchia     | 67,04    | 66,83    | 64,41    |          |          |          | 67,04     |                               |
| 12      | Alexandra Tavernier   | Francia     | 66,60    | x        | 65,19    |          |          |          | 66,60     |                               |